# Незламний дух
«Незламний дух» (англ. True Spirit) — австралійський байопік 2023 року, знятий Сарою Спіллейн за сценарієм, написаним у співавторстві зі Спіллейном, Кеті Рендалл та Ребеккою Баннер. Фільм заснований на реальній історії Джессіки Вотсон, яку зіграла Тіган Крофт. Це австралійська морячка, яка була нагороджена медаллю Ордена Австралії після спроби здійснити навколосвітню подорож наодинці у 16-річному віці. Фільм доступний для потокового перегляду на Netflix з 3 лютого 2023 року .

## Сюжет
У фільмі розповідається про австралійську дівчинку-підлітка Джессіку Вотсон, наймолодшу людину, яка коли-небудь здійснила самітню навколосвітню подорож без зупинок за мотивами її книги True Spirit: The Aussie Girl Who Took On The World.

## У ролях
- Тіган Крофт в ролі Джессіки Вотсон
  - Аліла Браун у ролі юної Джессіки Вотсон
- Кліфф Кертіс у ролі Бена Браянта
- Анна Паквін у ролі Джулі Вотсон
- Джош Лоусон в ролі Роджера Вотсона
- Бріджит Вебб у ролі Емілі Вотсон
- Стейсі Клаузен в ролі Тома Вотсона
- Вів'єн Тернер в ролі Ганни Вотсон
- Тодд Ласенс — Крейг Атертон

## Український дубляж
- Єлизавета Зіновенко — Джессіка Вотсон
- Петро Сова — Бен Браянт
- Катерина Качан — Джулі Вотсон
- Михайло Тишин — Роджер Вотсон
- Антоніна Хижняк — Емілі
- Арсен Шавлюк — Том
- Єсєнія Селезньова — Ганна
- Валерія Мялковська — юна Джессіка
- Павло Скороходько — Крейг Етертон

- А також: Володимир Гурін, Аліна Проценко, Анна Павленко, Роман Солошенко, Дмитро Сова, Вікторія Бакун, Оксана Гринько, Єлисей Матюнін, Алекс Степаненко, Юлія Бондарчук

Фільм дубльовано студією «Le Doyen» на замовлення компанії «Netflix» у 2023 році.
- Перекладач — Оксана Кравченко
- Режисер дубляжу — Оксана Гринько
- Звукорежисер — Богдан Клименко
- Звукорежисер перезапису — Віктор Алферов
- Менеджер проекту — Людмила Король

## Виробництво
Netflix оголосив 16 липня 2020 року, що сюжет книги Вотсон True Spirit режисерка Сара Спіллейн адаптує для сценарію повнометражного фільму. Продюсерами фільму є Сьюзан Картсоніс для Resonate Entertainment, Дебра Мартін Чейз для Martin Chase Productions і Ендрю Фрейзер для Sunstar Entertainment. Виконавчими продюсерами є Сюзанна Фаруелл і Брент Емері для Resonate Entertainment. Співпродюсер — Клеман Бауер для Resonate Entertainment. Зйомки проходили в серпні 2021 року на острові Шеврон у місті Голд-Кост, Квінсленд, Австралія. Обмеження, введені через пандемію COVID-19, вплинули на виробництво фільму.

## Прем'єрний показ
Згідно зі своєю політикою першого показу деяких зі своїх фільмів для обмеженого числа глядачів, Netflix запустив фільм у прокат у деяких кінотеатрах 26 січня 2023 року в Австралії та надав доступ для перегляду фільму в усьому світі 3 лютого 2023 року.

## Реакція
На вебсайті агрегатора рецензій Rotten Tomatoes рейтинг схвалення фільму становить 78 % на основі 18 рецензій із середнім рейтингом 6/10. На Metacritic він отримав середню оцінку 50 зі 100 на основі 6 відгуків, що означає «змішані або середні відгуки».
Саймон Фостер із Screen-Space оцінив фільм на 4 із 5, похваливши режисерку Сару Спіллейн і виконавицю головної ролі Тіган Крофт, написавши: «[вони] зняли авантюрну історію з усією її дивовижною реальністю та незмінною екзистенціальною радістю». На завершення Фостер написав: «Продакшн не тільки глибоко підтримує досягнення [Ватсон] у мореплавстві, але й „просуває“ її ім'я».
Ніколас Рапольд з The New York Times зазначив: «Відсилання на досягнення вашої мети є головним, і це чудово, але варто згадати, що сила волі Вотсон залежала від фінансування спонсорами, підтримки сім'ї та скнари, який став безкорисливим тренером». У рецензії для The Sydney Morning Herald Пол Бірнс оцінив фільм 3 балами з 5, написавши: "Це фільм для сімейного перегляду, корисний і адаптований для американського ринку, хоча я підозрюю, що режисер Сара Спіллейн також створила його, щоб, перш на все, надихнути дівчат-підлітків. На завершення Бірнс високо оцінив творчість Сари Спіллейн, написавши: «Вона добре виконує свою роботу в умовах вимушених обмежень».
Джуліан Роман оцінює фільм також 3 балами із 5, написавши у Movie Web: «Незламний дух нагадує, що для досягнення вершини успіху потрібна кожна крапля мужності». Він високо оцінив досягнення Джесіку Вотсон та режисуру в фільмі, написавши: «Сара Спіллейн здійснила фантастичну роботу, обрамлюючи всю сукупність переживань Джесіки».
Расс Сіммонс, виступаючи на KKFI-FM (Канзас-Сіті) у своєму шоу «Стоп-кадр», оцінив фільм 3 з 5 балів, заявив: «Хоча ця історія і про шановану людину, Незламний дух — це респектабельна, сімейна пригода». Стефані Захарек з журналу Time описує фільм так: «Здебільшого це гімн підлітковій незалежності та сміливості». Наприкінці Захарек написав: «Незламний дух робить свободу у відкритому морі схожою на розвагу, це зовсім не те щоб дивитися на екран у вашій спальні в очікуванні початку вашого життя». Венлі Ма з News.com Australia оцінив фільм на 3 з 5 і написав: «Хоча Незламний дух має свої недоліки, але вій ще й цінним його щирою вірою в людський дух».